# Hjálparfoss
De Hjálparfoss is een waterval in de Fossá rivier in Zuid-IJsland vlak voordat deze in de machtige gletsjerrivier de Þjórsá uitvloeit. De kleine waterval valt hier tussen basaltzuilen in twee armen 20 meter naar beneden.
De naam van de waterval, hulpwaterval, komt voort uit vroegere tijden. Destijds trokken de reizigers over de Sprengisandurroute dwars door het binnenland naar de andere kant van IJsland, in het algemeen een zware en risicovolle reis. Komend vanuit het noorden was er bij deze waterval voor het eerst weer vers water en voer voor de paarden voorhanden.
De vulkaan de Hekla is in het zuidoosten duidelijk zichtbaar.